# Eupolémos d'Élis
Vous lisez un « bon article » labellisé en 2017.
Eupolémos d'Élis (grec ancien : Εὐπόλεμος Ἠλεῖος) ou Eupolis d'Élis est un athlète de la Grèce antique originaire de la cité d'Élis. Il remporta plusieurs pentathlons lors des jeux panhelléniques.
Sa victoire au stadion lors des XCVIes Jeux olympiques, en 396 av. J.-C., lui fut contestée par le deuxième, Léon d'Ambracie, qui remit en cause l'impartialité des juges, d'Élis eux aussi. Ce fait est quasiment unique dans l'histoire olympique antique. Au terme de la procédure d'appel initiée par Léon, les deux juges ayant décidé en faveur d'Eupolémos furent condamnés à verser une amende, mais sa victoire lui resta acquise.

## Victoire olympique contestée
Eupolémos d'Élis remporta la course à pied du stadion d'une longueur d'un stade (environ 192 m) lors des XCVIes Jeux olympiques, en 396 av. J.-C.,,,. Cependant, la course ayant été très serrée, sa victoire fut contestée par le deuxième, Léon d'Ambracie,,,,.
Trois juges-arbitres, les hellanodices, étaient chargés de superviser les épreuves de course à pied, tâche ardue,. Il devait être particulièrement difficile de départager une vingtaine d'hommes nus répartis sur plus de 20 mètres de large à l'arrivée d'un sprint d'un peu moins de 200 mètres. Le mois d'entraînement obligatoire à Olympie avant les Jeux, supervisé par les hellanodices, avait aussi pour fonction de permettre à ces derniers de distinguer les athlètes entre eux. Cependant, avec la poussière soulevée par la course, une hésitation restait possible. Malgré tout, le public nombreux pouvait lui aussi juger de l'arrivée, et les sources n'évoquent pas de protestation des spectateurs lorsque les hellanodices annoncèrent la victoire d'Eupolémos. Néanmoins, celui-ci courait à domicile, alors que Léon arrivait d'une petite cité lointaine, Ambracie.
L'organisation des Jeux relevait en effet de la cité d'Élis et les juges-arbitres en étaient tous originaires. Deux des trois juges de la course à pied avaient attribué la victoire à Eupolémos, leur compatriote ; le troisième avait désigné Léon d'Ambracie. Ce dernier fit appel auprès du Conseil olympique, accusant les juges de s'être laissés corrompre financièrement. La victoire fut conservée à Eupolémos,,,,. C'est en effet sa statue, réalisée par Dédale de Sicyone, que Pausanias décrit sur l'Altis,,,.
Cette remise en cause des hellanodices est une exception dans l'histoire des Jeux olympiques. Les auteurs antiques s'accordent en effet plutôt pour vanter leurs qualités et leur impartialité,. Les deux juges ayant décidé en faveur d'Eupolémos furent pourtant condamnés par le Conseil olympique à payer une amende, dont le montant n'est pas connu,,. Les amendes infligées aux athlètes étaient souvent très élevées ; celles des arbitres pourraient aussi l'avoir été,. Il est possible que la somme ait été reversée à Léon d'Ambracie, en guise de compensation. Ce verdict du Conseil olympique surprend, mais il est très probable que celui-ci n'ait pas eu la capacité de revenir sur une décision des hellanodices, avant tout pour des raisons religieuses, puisque les vainqueurs étaient considérés comme ayant été choisis par les dieux.
L'accusation de corruption portée par Léon d'Ambracie pose elle aussi problème. Si elle avait été avérée, Eupolémos d'Élis aurait été lui aussi condamné à une amende, or cela ne semble pas avoir été le cas. Il est cependant toujours possible que quelqu'un d'autre ait payé les juges pour décider en faveur d'Eupolémos. Il est aussi possible qu'ils aient favorisé leur compatriote, soit consciemment, soit inconsciemment : connaissant mieux Eupolémos que les coureurs étrangers, ils auraient pu croire, de bonne foi, le voir arriver en premier. Enfin, il y a une dernière possibilité : comme les hellanodices étaient tirés au sort parmi les citoyens d'Élis, les arbitres de la course à pied des XCVIes Jeux étaient peut-être incompétents.

## Pentathlète
Eupolémos d'Élis remporta le pentathlon deux fois aux Jeux pythiques (probablement en 398 et 394 av. J.-C.) et une fois aux Jeux néméens (probablement en 397 av. J.-C.),,,.

### Sources antiques
- Sextus Julius Africanus, Olympiade, 96.
- Diodore de Sicile, Bibliothèque historique [détail des éditions] [lire en ligne] (14, 54).
- Eusèbe de Césarée, Chronique, Livre I, 70-82. Lire en ligne.
- Pausanias, Description de la Grèce [détail des éditions] [lire en ligne] (6, 3, 7) et (8, 45, 4).
- Papyrus d'Oxyrhynque, XXIII 2381. Lire en ligne.